# Фосфоглицераткиназа
Фосфоглицераткиназа, или ФГК, — фермент, катализирующий обратимую реакцию переноса фосфатной группы от 1,3-бисфосфоглицериновой кислоты к АДФ, в результате которой образуются 3-фосфоглицерат и АТФ. ФГК является важным ферментом в процессе гликолиза (стадия 7). В рамках глюконеогенеза ФГК катализирует обратную реакцию, в результате чего образуются АДФ и 1,3-бисфосфоглицерат.
У человека обнаружено два изофермента данного белка: ФГК1 и ФГК2. Они имеют сходные аминокислотные последовательности (87—88 % идентичности), но локализуются в разных тканях. ФГК2 кодируется аутосомным геном и экспрессируется в сперматогенетических клетках. ФГК1 же закодирован на X-хромосоме, и экспрессируется во всех клетках.

## Функция
ФГК присутствует во всех живых организмах и является одним из двух АТФ-производящих ферментов в процессе гликолиза. В глюконеогенезе ФГК катализирует обратную реакцию. В биохимических стандартных условиях гликолиз предпочтительнее.
В рамках цикла Кальвина ФГК фосфорилирует 3-фосфоглицерат, в результате чего образуются 1,3-бисфосфоглицерат и АДФ, что является частью реакции регенерации рибулозо-1,5-бисфосфата.
Данный белок ингибирует ангиогенез и рост опухолей, а также принимает участие в репликации и репарации ДНК в клетках млекопитающих.
Изофермент ФГК2, экспрессируемый только во время сперматогенеза, играет важную роль для функции спермы у мышей.